# Єнчепінг (комуна)
Комуна Єнчепінг (швед. Jönköpings kommun) — адміністративно-територіальна одиниця місцевого самоврядування, що розташована в лені Єнчепінг у південній Швеції. З півночі омивається водами озера Веттерн.
Єнчепінг 51-а за величиною території комуна Швеції. Адміністративний центр комуни — місто Єнчепінг.

## Населення
Населення становить 129 478 чоловік (станом на вересень 2012 року). 
| Кількість населення комуни Єнчепінг за 1970-2010 роки | Кількість населення комуни Єнчепінг за 1970-2010 роки | Кількість населення комуни Єнчепінг за 1970-2010 роки | Кількість населення комуни Єнчепінг за 1970-2010 роки | Кількість населення комуни Єнчепінг за 1970-2010 роки |
| ----------------------------------------------------- | ----------------------------------------------------- | ----------------------------------------------------- | ----------------------------------------------------- | ----------------------------------------------------- |
| Рік                                                   |                                                       |                                                       | Населення                                             |                                                       |
| 1970                                                  | 1970                                                  |                                                       | 107 698                                               | 107 698                                               |
| 1975                                                  | 1975                                                  |                                                       | 108 500                                               | 108 500                                               |
| 1980                                                  | 1980                                                  |                                                       | 107 561                                               | 107 561                                               |
| 1985                                                  | 1985                                                  |                                                       | 107 362                                               | 107 362                                               |
| 1990                                                  | 1990                                                  |                                                       | 111 486                                               | 111 486                                               |
| 1995                                                  | 1995                                                  |                                                       | 115 429                                               | 115 429                                               |
| 2000                                                  | 2000                                                  |                                                       | 117 095                                               | 117 095                                               |
| 2005                                                  | 2005                                                  |                                                       | 120 965                                               | 120 965                                               |
| 2010                                                  | 2010                                                  |                                                       | 127 382                                               | 127 382                                               |
| Джерело: SCB                                          |                                                       |                                                       |                                                       |                                                       |

## Населені пункти
Комуні підпорядковано 14 міських поселень (tätort) та низка сільських, більші з яких:
- Єнчепінг (Jönköping)
- Банкерид (Bankeryd)
- Таберґ (Taberg)
- Тенгульт (Tenhult)
- Ґренна (Gränna)
- Уденше (Odensjö)

## Міста побратими
Комуна підтримує побратимські контакти з такими муніципалітетами:
- Комуна Буде, Норвегія
- Куопіо, Фінляндія
- Свендборг, Данія
- Ляяне-Вірумаа, Естонія
- Тяньцзінь, Китайська Народна Республіка

## Галерея

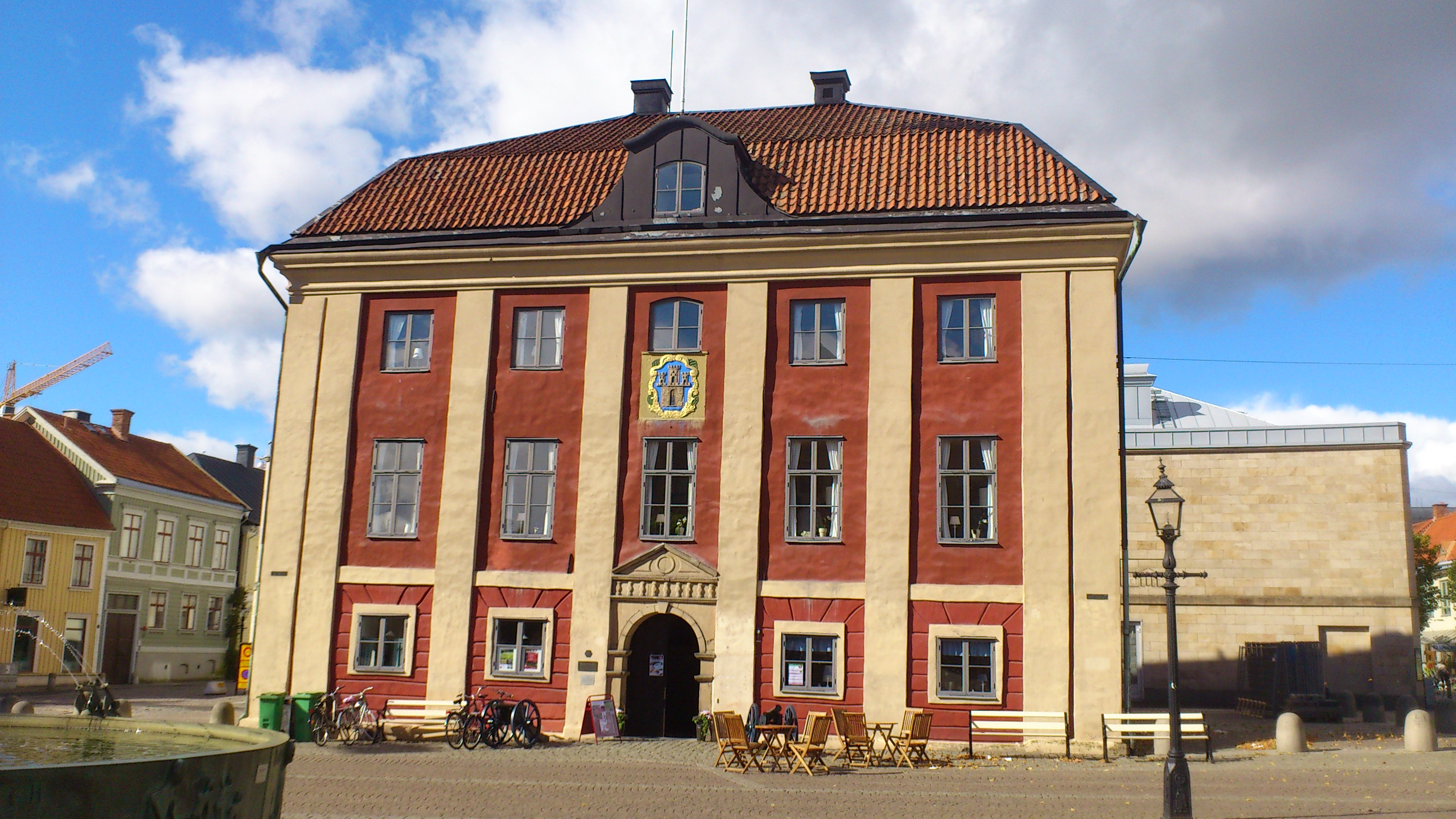
Стара ратуша (Єнчепінг)
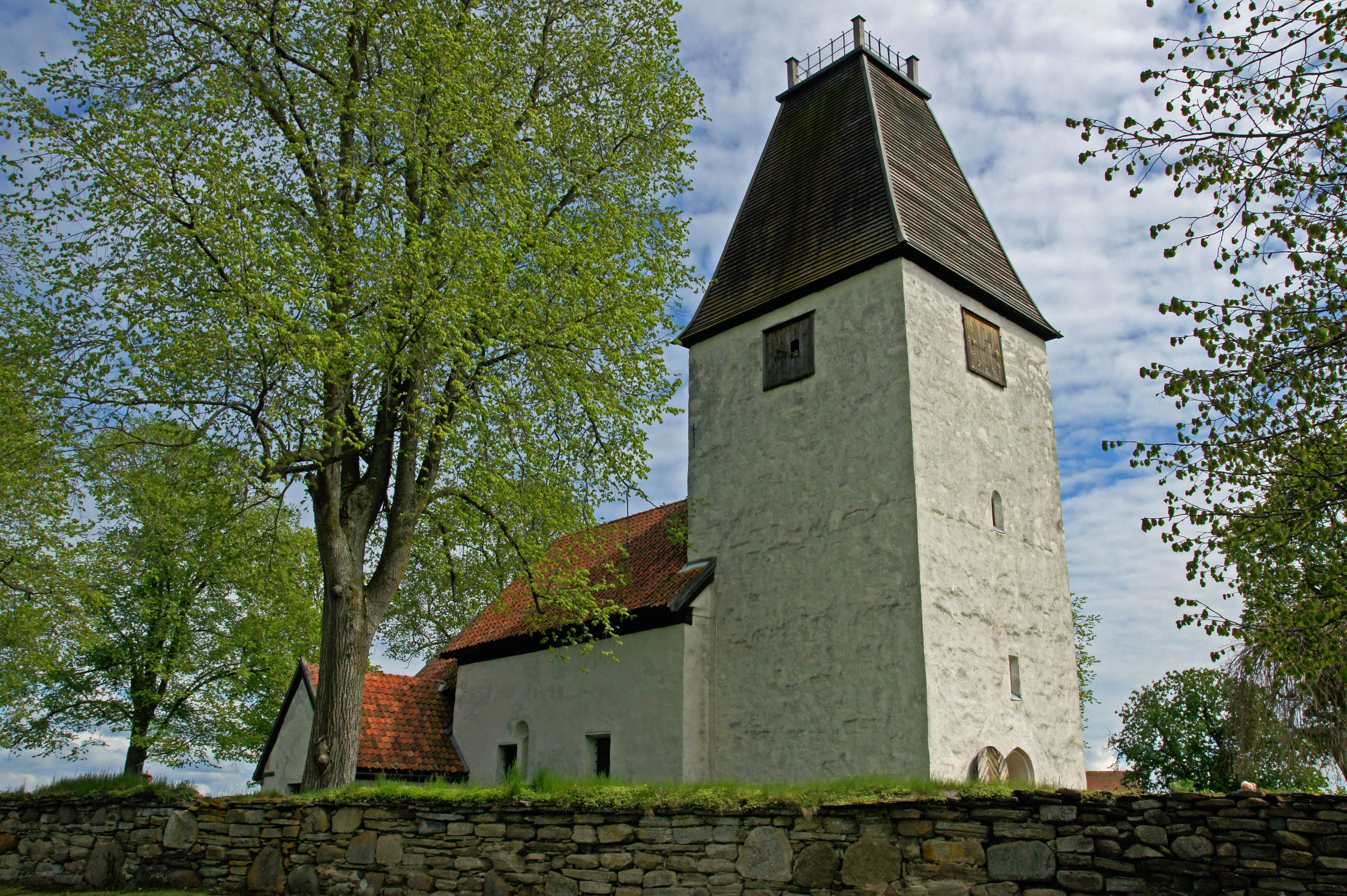
Церква (Кумлабю)
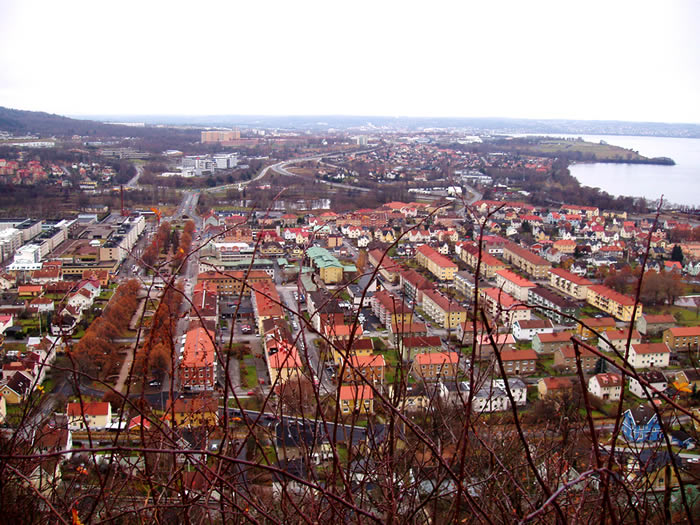
Вид на Гускварну
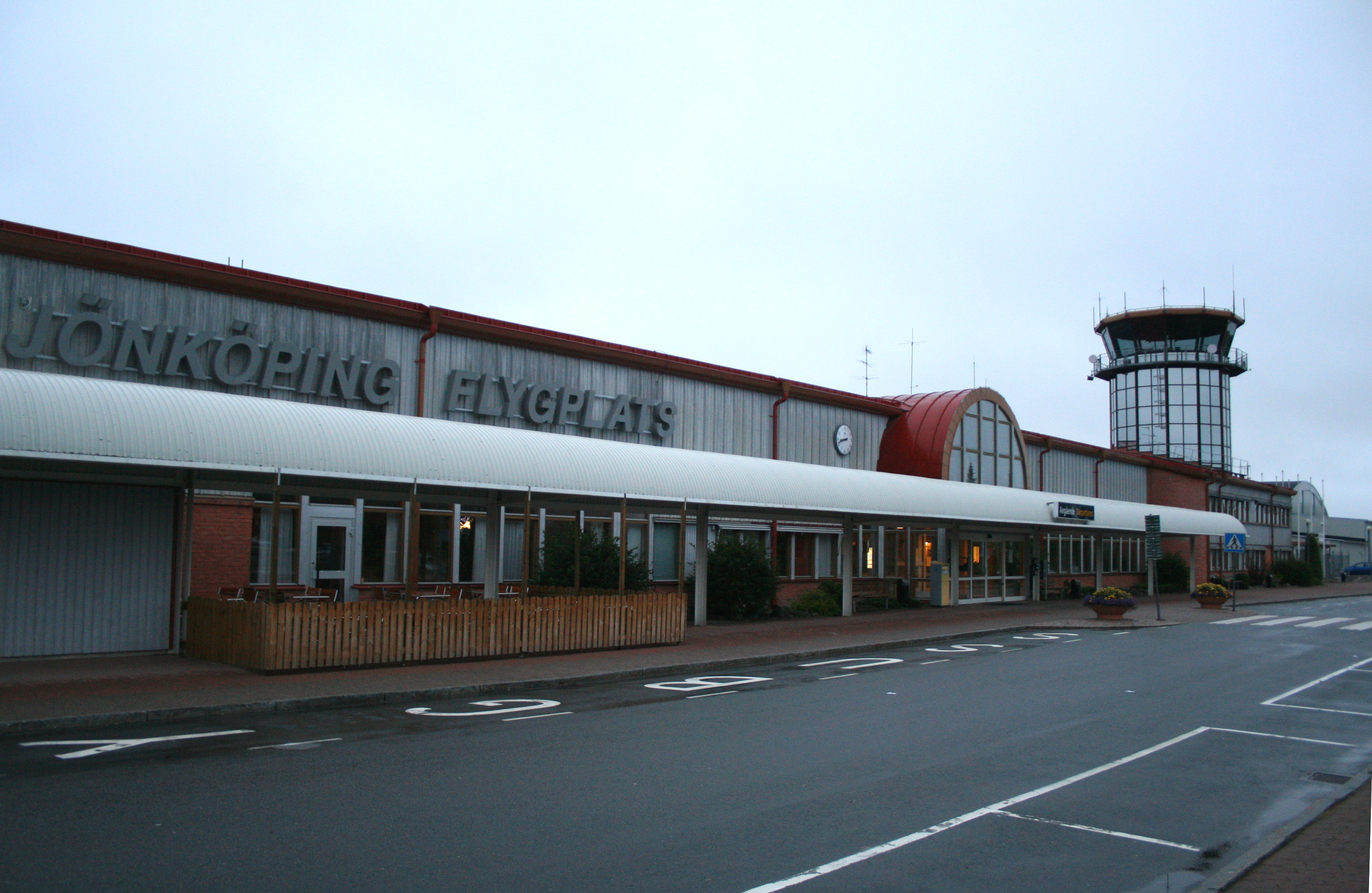
Аеропорт Єнчепінг

## Виноски
1. ↑  Andersson P. Sveriges kommunindelning 1863-1993 — Mjölby: Draking, 1993. — 132 с. — ISBN 978-91-87784-05-7
2. ↑  Folkmangd i riket, lan och kommuner (шв.) . Центральне бюро статистики Швеції. Архів оригіналу за 20 серпня 2013. Процитовано 22 лютого 2013.